# Nicola Lombardi (politico)
Nicola Lombardi (Mileto, 20 dicembre 1870 – Catanzaro, 29 gennaio 1952) è stato un avvocato, politico e giornalista italiano.

## Biografia
Laureato in giurisprudenza si stabilisce a Catanzaro, dove esercita la professione di avvocato penalista. Di tendenze socialiste, iscritto al Partito fin dalla fondazione, è un massone affiliato alla loggia "Tommaso Campanella" del Grande Oriente d'Italia, di Rito scozzese e come tale si distingue in tutta la Calabria come l'"avvocato degli umili". Ha diretto i quotidiani Cronaca dei dibattimenti e La giostra ed è stato consigliere comunale di Catanzaro e consigliere provinciale di Catanzaro per il mandamento di Mileto. Nel 1913 aderisce ad un comitato interpartitico denominato "Fascio giovanile interventista", in gran parte composto da studenti medi e liceali e che pubblica il settimanale La Guerra, mantenendo fede all'impegno negli anni della prima guerra mondiale. Eletto deputato per la prima volta nello stesso anno ha rappresentato in parlamento la Calabria con ampi suffragi e si è particolarmente dedicato al problema dei lavori pubblici nella regione fino al 1926, quando viene dichiarato decaduto come secessionista dell'Aventino. Tornato a vita privata e alla professione di avvocato, seppure controllato dalla polizia, riprende l'attività politica nel luglio 1943, dopo lo sbarco americano in Sicilia. 
Sottosegretario alla giustizia nel secondo governo Badoglio, viene chiamato a far parte nel settembre 1945 della Consulta nazionale. Candidato, ma non viene eletto, nel giugno 1946 all'Assemblea costituente, ciò che gli vale l'esclusione dalla nomina di senatore nel 1948.